# سیلن چمنزار

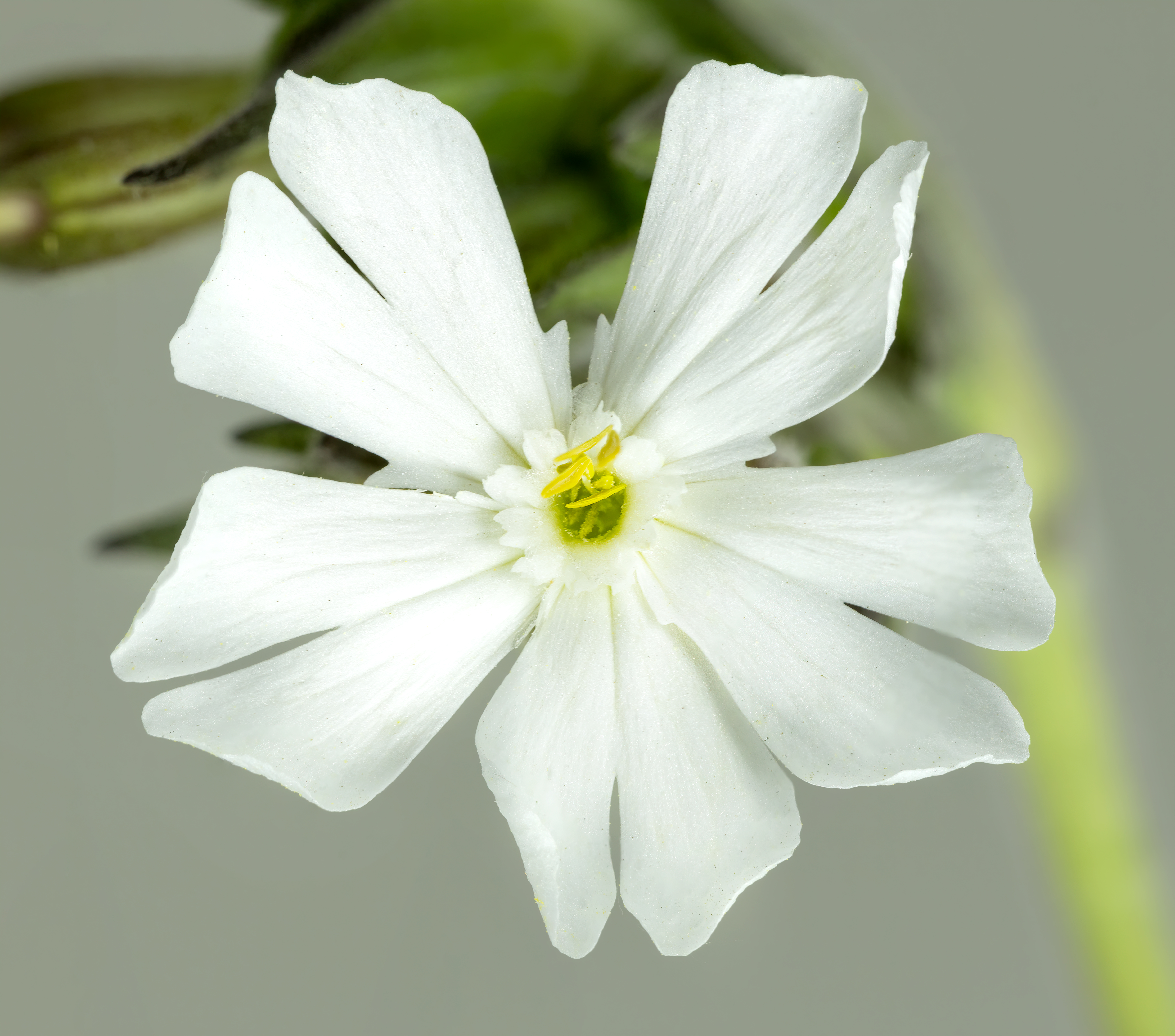

سیلن چمنزار، سیلن سفید (نام علمی: Silene latifolia) نام یک گونه از سرده سیلن است.